# Stenosphenus vitticollis
Stenosphenus vitticollis là một loài bọ cánh cứng trong họ Cerambycidae.